# Kafr Ram
Kafr Ram (arab. كفرام) – miejscowość w Syrii, w muhafazie Hims. W 2004 roku liczyła 2115 mieszkańców.